# Rahimatpur
Rahimatpur là một thành phố và là nơi đặt hội đồng đô thị (municipal council) của quận Satara thuộc bang Maharashtra, Ấn Độ.

## Địa lý
Rahimatpur có vị trí 17°36′B 74°12′Đ / 17,6°B 74,2°Đ Nó có độ cao trung bình là 657 mét (2155 feet).

## Nhân khẩu
Theo điều tra dân số năm 2001 của Ấn Độ, Rahimatpur có dân số 16.539 người. Phái nam chiếm 51% tổng số dân và phái nữ chiếm 49%. Rahimatpur có tỷ lệ 72% biết đọc biết viết, cao hơn tỷ lệ trung bình toàn quốc là 59,5%: tỷ lệ cho phái nam là 78%, và tỷ lệ cho phái nữ là 67%. Tại Rahimatpur, 12% dân số nhỏ hơn 6 tuổi.